# Antonio Rosique
Antonio Verónico Rosique Cedillo (Ciudad de México, 31 de mayo de 1975), conocido simplemente como Antonio Rosique, es un periodista de deportes mexicano y conductor del reality show deportivo Exatlón México.

## Biografía
Sus padres son José Antonio Rosique Cañas y Gloria Cedillo, estudió el primer año de primaria en los Estados Unidos, el resto de sus estudios básicos los continuó en México en el "Colegio Madrid", practicó Béisbol en sexto año, y a los 17 años tomó clases de locución. De 1993 a 1997 estudió la carrera de comunicación en el Tecnológico de Monterrey Campus Ciudad de México. En 2005, cursó el MBA en Football Industries en la Ciudad de Liverpool, Reino Unido.

## Trayectoria
Ingresó a TV Azteca en 1996 cubriendo la sección de deportes del noticiero "Hechos" con Javier Alatorre, un mes después participó en el programa de debate deportivo En Caliente.
Atenas 2004 fue el primer evento olímpico en el que participó como narrador, también ha participado en eventos de Copas Mundiales como Sudáfrica 2010, Brasil 2014 y Rusia 2018.
En junio de 2012 se integró al equipo de MVS deportes de MVS Radio, a lado de Rodolfo Vargas, Luis García Postigo, Christian Martinoli y Rafael Ayala.
Escribió los libros La isla del fútbol y El día de mi vida, además de editar y publicar ocho títulos.
En octubre de 2017 se convierte en el conductor del reality show deportivo llamado Exatlón México para la señal de Azteca 7 en su primera temporada convirtiéndose en todo un éxito, posteriormente se transmite para Azteca Uno, convirtiéndose en el conductor más popular de TV Azteca.
Desde 2017, es el anunciador del primer hoyo en el WGC México Championship. Y en el año 2019, obtuvo atención por la prensa estadounidense en el WGC México Championship al anunciar de manera distinguible a Tiger Woods.
En mayo de 2021 Antonio Rosique se convierte en conductor de los Juegos Olímpicos de Tokio 2020 en TV Azteca luego de un año de espera debido a la Pandemia de COVID, fue presentador a lado de las exparticipantes de Exatlón México, la heptatleta Mati Álvarez y la gimnasta Ana Lago como panelistas y narradoras en programas como Los Protagonistas y DeporTV.